# Orde d'Ouissam Alauita
L'Orde d'Ouissam Alaouita (àrab:  الوسام العلوي الشريف) és una condecoració militar del Marroc que el rei del Marroc atorga a aquells civils i oficials militars que han mostrat heroicitat en combat. o haver aportat un servei meritori a l'estat marroquí. La decoració es va establir l'11 de gener de 1913 en substitució de l'orde d'Ouissam Hafidien. S'atorga en cinc classes: Gran Cordó, Gran Oficial, Comandant, Oficial i Cavaller.
L'orde d'Ouissam Alaouita és similar a la Legió del Mèrit, atorgada per l'exèrcit dels Estats Units.

## Història
L'ordre de Ouissam Alaouita es va crear durant el període colonial. Les autoritats franceses al Marroc consideraven necessari tenir el poder per atorgar un honor o condecoració oficial com a resposta al servei lleial; i volien evitar sobrecarregar la burocràcia de l'orde de la Legió d'Honor de París. La cinta de l'ordre durant aquest període era d'un to taronja o de color carbassa. El 1934, es va afegir una franja blanca a cada costat de la cinta.
Durant la Segona Guerra Mundial, l'ordre d'Ouissam Alaouita va ser atorgada amb freqüència al personal militar dels Estats Units que havia participat en la planificació i execució de l'operació Torxa, la invasió del Marroc francès. El Marroc va ser un protectorat de França des de 1912 fins a 1956, i la condecoració es va atorgar amb freqüència als oficials militars francesos durant aquest període.
Després de la independència del Marroc el 1956, l'orde alauita es va convertir en una prerrogativa del rei alauita i els seus hereus. L'ordre continua fins als nostres dies, sense canvis la medalla original i la cinta de 1934.

### La cerimònia de 1943
A l'escena inicial de la pel·lícula Patton, es mostra George C. Scott, que interpreta l'aleshores major general Patton, rebent la Gran Creu de l'Ordre d'Ouissam Alaouita. Això no va ser un simple artifici de Hol·lywood. Sota el comandament de Patton, les forces aliades van capturar Casablanca després de només quatre dies de lluita. Tan impressionat va quedar el sultà del Marroc que va obsequiar a Patton amb l'Ordre especial d'Ouissam Alaouita, amb la citació: " Les Lions dans leurs tanières tremblent en le voyant approcher" (Els lleons als seus caus tremolen davant la seva aproximació). Patton va descriure irònicament la cerimònia com una "activitat no militar," però en les seves memòries, no deixa de notar els oficials de l'estat major de l'operació Torxa que van ser igualment honrats en aquella ocasió.

## Disseny

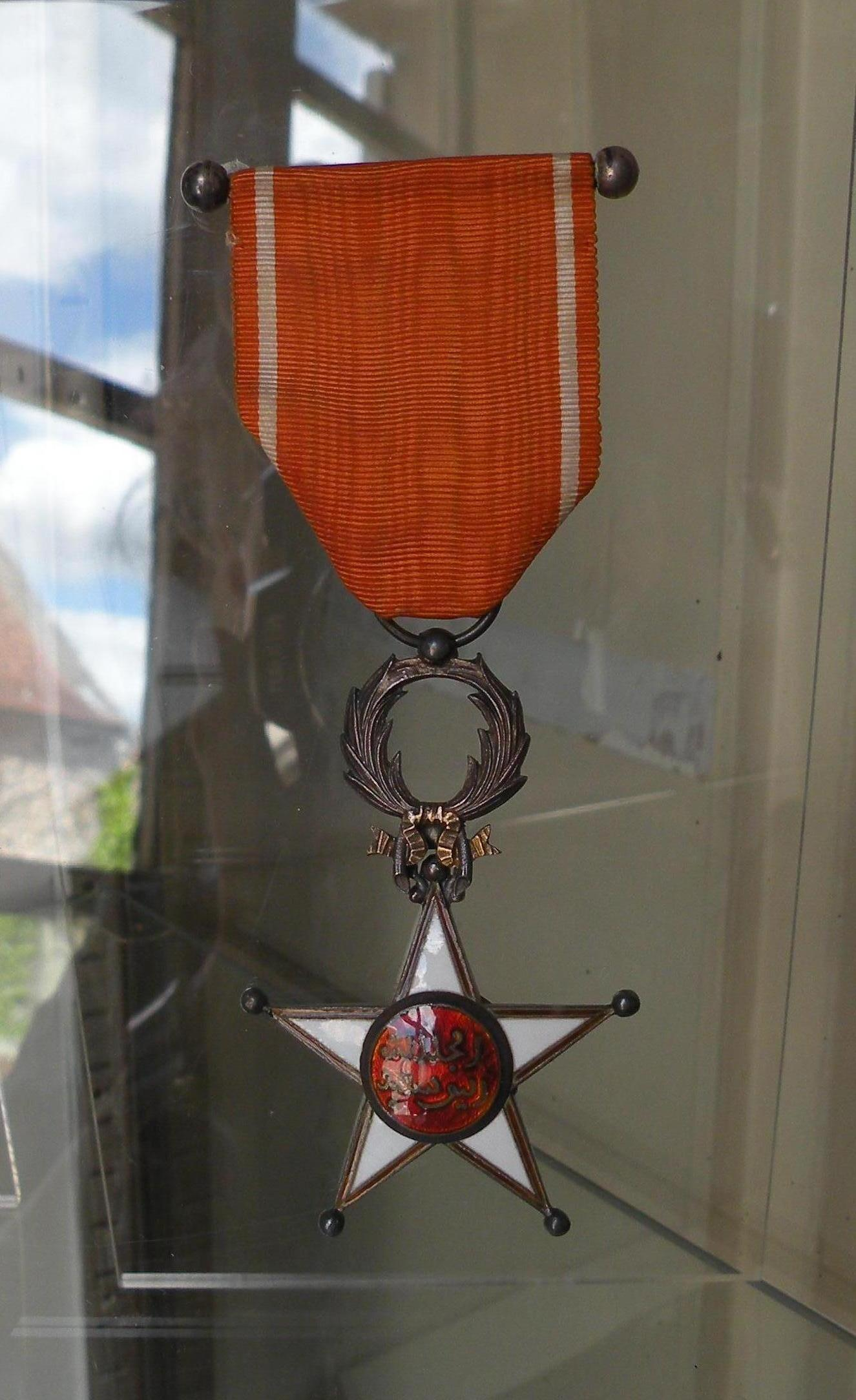

El distintiu de l'ordre és una estrella d'or de cinc puntes d'esmalt blanc amb una vora vermella amb un medalló rodó al centre, amb perles d'or als extrems. Entre els raigs de l'estrella hi ha dues branques de palmera d'esmalt verd. El medalló d'esmalt vermell amb una vora daurada té una inscripció àrab en or en dues línies: "Sa Majestat Yusuf" en escriptura àrab.
El revers de la insígnia és similar a l'anvers, però el medalló d'or central amb una vora vermella porta la imatge d'un paraigua vermell, un signe de la dignitat de la dinastia governant.
La insígnia s'adjunta a la cinta de comanda mitjançant un enllaç de transició en forma d'una corona de dues branques de palmera.
L'estrella de l'orde és d'argent de cinc puntes amb la imatge del signe de l'orde.
La faixa d'ordre del 1913 al 1956 és taronja. Des de 1956, la cinta de l'ordre ha sofert canvis, passant a ser taronja amb ratlles blanques que s'estenen des de la vora.
| Galons (1913–1934) |         |           |              |            |
| Cavaller           | Oficial | Comandant | Gran Oficial | Gran Cordó |

| Galons (1934–present) |         |           |              |            |
| Cavaller              | Oficial | Comandant | Gran Oficial | Gran Cordó |